# Ryuji Kawai
Ryuji Kawai (Tokio, 14 juli 1978) is een Japans voetballer.

## Clubcarrière
Kawai speelde tussen 1997 en 2010 voor Urawa Red Diamonds en Yokohama F. Marinos. Hij tekende in 2011 bij Consadole Sapporo.